# Боевой союз русских националистов
Боевой союз русских националистов (первоначально Национальная партия русского народа) — коллаборационистская антисоветская организация, созданная по инициативе немецких спецслужб весной 1942 года в лагере военнопленных в г. Сувалки.

## История
Весной 1942 года под эгидой СД была создана организация «Цеппелин», занимавшаяся подбором добровольцев из лагерей военнопленных для агентурной работы в советском тылу. Наряду с передачей текущей информации, в их задачи входили политическое разложение населения и диверсионная деятельность.
В марте 1942 года в лагере для военнопленных в городе Сувалки под контролем администрации лагеря была создана коллаборационистская антисоветская организация Национальная партия русского народа из 25 человек, которую возглавил бывший начальник штаба 229-й стрелковой дивизии подполковник В. В. Гиль, принявший псевдоним «Родионов». В апреле 1942 года организация сменила название на Боевой союз русских националистов (БСРН) .
В апреле 1942 года организация попала в поле зрения разведывательно-диверсионного органа VI управления РСХА и все члены БСРН были переведены в предварительный лагерь организации «Цеппелин», расположенный на территории концлагеря Заксенхаузен.
К июню 1942 года из членов БСРН было сформировано боевое подразделение: 1-й Русский национальный отряд СС (также известный как «Дружина № 1»), численность которого составляла около 500 человек, его командиром был назначен В. В. Гиль-«Родионов». Отряд состоял из трёх рот численностью около 100 человек каждая, тыловых и хозяйственных подразделений. 1-я рота была сформирована из бывших командиров РККА, она использовалась в качестве резерва и занималась подготовкой кадров для новых подразделений. Личный состав отряда был обмундирован в униформу чехословацкой армии со знаками различия ваффен-СС, однако погоны были собственного образца, а на обшлагах мундиров офицерского состава имелась чёрная лента с надписью «За Русь!». На вооружение отряда передали винтовки, 150 автоматов, 50 ручных и станковых пулемётов и 20 миномётов.
Поначалу отряд был размещён в городе Парчев, а затем на специальной базе в лесном массиве между городами Парчев и Яблонь Люблинского воеводства Польши. Особый отдел Центра БСРН, выполнявший функции разведки и контрразведки, был передан в разведшколу организации «Цеппелин» в городе Яблонь.
После вербовки немцы использовали членов БСРН в составе разведывательно-диверсионных групп, которые забрасывали в советский тыл. 6 октября 1942 года в районе города Хвалынск Саратовской области РСФСР была выброшена на парашютах разведывательно-диверсионная группа из четырёх членов БСРН. Диверсанты прошли обучение в разведшколе абвера в городе Яблонь, были вооружены (по два пистолета, три гранаты немецкого производства и один финский нож на каждого члена группы), имели радиостанцию, взрывчатку, термитный порошок, 200 000 советских рублей, листовки антисоветского содержания и др. Группа была нейтрализована советскими органами государственной безопасности.
О дальнейшей судьбе отряда «Дружина № 1» см. 1-я русская национальная бригада СС «Дружина».